# Sioule
Sioule – rzeka we Francji o długości 167 kilometrów, lewy dopływ Allier. Źródło rzeki znajduje się niedaleko wsi Orcival w gminie Mont-Dore w Masywie Centralnym. Sioule posiada głęboki przełom, zwłaszcza w swej górnej części. Rzeka przepływa przez następujące departamenty oraz miasta:
- Puy-de-Dôme: Pontgibaud
- Allier: Ebreuil, Saint-Pourçain-sur-Sioule

Sioule wpływa do rzeki Allier ok. 10 kilometrów od miasta Saint-Pourçain-sur-Sioule.